# امینس هفتمین (سود-یوئست) کانتون
امینس هفتمین (سود-یوئست) کانتون (به فرانسوی: Amiens 7th (Sud-Ouest) Canton) یک سکونتگاه مسکونی در فرانسه است که در Arrondissement of Amiens واقع شده‌است.